# Cossall
Cossall est une paroisse civile et un village du Nottinghamshire, en Angleterre.